# Tetamauara retifera
Tetamauara retifera är en skalbaggsart som först beskrevs av Waterhouse 1880.  Tetamauara retifera ingår i släktet Tetamauara och familjen långhorningar. Inga underarter finns listade i Catalogue of Life.